# خوان خوزه ریتنر
خوان خوزه ریتنر (انگلیسی: Juan José Rithner؛ ۳ نوامبر ۱۸۸۹ – c. ۱۹۵۰) بازیکن فوتبال اهل آرژانتین بود.
از باشگاه‌هایی که در آن بازی کرده‌است می‌توان به اشاره کرد.
وی همچنین در تیم ملی فوتبال آرژانتین بازی کرده‌است.